# 阿纳斯塔西娅·什库尔代
阿纳斯塔西娅·叶夫根尼耶芙娜·什库尔代（2003年1月3日—），白俄罗斯女子游泳运动员，2018年夏季青年奥运会女子50米蝶泳银牌得主和女子100米蝶泳铜牌得主、2024年世界游泳锦标赛女子200米仰泳铜牌得主。